# Verkehrskooperation Kulmbach

Logo der Verkehrskooperation Kulmbach

Die Verkehrskooperation Kulmbach (VKK) war eine regionale Verkehrsgemeinschaft im bayerischen Landkreis Kulmbach in Deutschland. In diesem Rahmen wurden Fahrscheine der beteiligten Unternehmen gegenseitig anerkannt. Eine Tarifgemeinschaft bestand jedoch nicht. Auch der Schienenpersonennahverkehr war nicht einbezogen.
Mit dem Beitritt des Landkreises Kulmbach zum Verkehrsverbund Großraum Nürnberg am 1. Januar 2024 wurde die Verkehrskooperation obsolet und eingestellt.

## Beteiligte Verkehrsbetriebe
An der VKK waren zuletzt folgende Verkehrsbetriebe beteiligt:
- Nahverkehrsplanung Landkreis Kulmbach (Landratsamt)
- Omnibusverkehr Franken GmbH
- Omnibusunternehmen Horst Schuster
- Omnibus Röttgen
- Pomper Reisen GmbH
- Stadtbus Kulmbach GmbH
- Wunder Omnibusunternehmen

## Weblink
- Webseite des Landratsamtes über die Verkehrskooperation Kulmbach